# Arthroleptella rugosa
Espèce
Statut de conservation UICN

 CR B1ab(i,ii,iii,v)c(iv)+2ab(i,ii,iii,v)c(iv) : 
En danger critique
Arthroleptella rugosa est une espèce d'amphibiens de la famille des Pyxicephalidae,.

## Répartition
Cette espèce est endémique du Sud-Ouest de la province de Cap-Occidental en Afrique du Sud,.

## Publication originale
- Turner & Channing, 2008 : A new species of Arthroleptella Hewitt, 1926 (Anura: Ranidae) from the Groote Winterhoek Mountains of the Western Cape Province, South Africa. African Journal of Herpetology, vol. 53, p. 1-12.